# De Steegh
De Steegh is een buurtschap in de gemeente Horst aan de Maas in de Nederlandse provincie Limburg. Het ligt iets ten zuiden van het dorp Lottum.
Dorpen: America · Broekhuizen · Broekhuizenvorst · Evertsoord · Griendtsveen · Grubbenvorst · Hegelsom · Horst · Kronenberg · Lottum · Meerlo · Melderslo · Meterik · Sevenum · Swolgen · Tienray

Buurtschappen: Broek (Horst) · Broek (Sevenum) · Broekeind · Californië · Eikelenbosch · Elshout · Genenberg · Gun · Hazenhorst · De Hees · De Heide · Hei-Oostenrijk · Homberg · Houthuizen · Keuter · Legert · Lovendaal · Megelsum · Most · Ooijen · Osterbos · Raaiend · Schadijk · Steeg · De Steegh · Stokt · Tongerlo · Ulfterhoek · Veld-Oostenrijk · Vinkepas · De Vorst · Wielder · Zeelberg · Zwaanenheike · Zwarte Plak

Limburg: Steden en dorpen      Nederland: Provincies · Gemeenten